# كاندرن
كاندرن (بالألمانية: Kandern) هي مدينة وبلدة ألمانية تقع في ألمانيا في لوراخ. يقدر عدد سكانها بـ 8,059 نسمة .

## أعلام
- جون ساتر